# ГЕС Stensjöfallet
ГЕС Stensjöfallet — гідроелектростанція у центральній частині Швеції, в провінції (лені) Ємтланд. Розміщена вище від ГЕС Kvarnfallet (19 МВт) й становить верхній ступінь у каскаді з двох станцій на річці Stensjöån (у нижній течії після озера Rorvattnet носить назву Rörvattenån), яка дренує гірський район поблизу норвезького кордону та впадає справа в озеро Hotagen (частина течії річки Harkan, лівої притоки Індальсельвен).
Накопичення ресурсу для роботи станції здійснюється завдяки зведеній на Stensjöån греблі висотою 20 метрів, котра утримує водосховище Stor-Stensjön. Воно має площу поверхні 9 км2, глибину до 29 метрів та об'єм 173 млн м3. Окрім власного стоку, сюди надходить додатковий ресурс, який подається по тунелю із озера Sarvesgaisenjaure (природним шляхом дренується до Stensjöån через ліву притоку останньої, яка впадає в неї нижче греблі водосховища Stor-Stensjön).
Від головного сховища вода прямує через прокладений у правобережному гірському масиві головний дериваційний тунель, до якого також під'єднане водосховище Ned Lill-stensjön, чия гребля розташована на Stensjöån дещо нижче за Stor-Stensjön. За 8 км на схід від останнього на поверхні розташована наземна трансформаторна підстанція, тоді як машинний зал споруджений у підземному виконанні. В ньому розміщене турбінне обладнання типу Френсіс загальною потужністю 95 МВт, яке працює з напором у 318 метрів — найбільший показник серед усіх шведських гідроелектростанцій. За рік станція Stensjöfallet забезпечує виробництво 205 млн кВт-год електроенергії.
Відпрацьована вода повертається по відвідному тунелю (на завершальній ділянці відкритому каналу) завдовжки майже 4 км назад до річки Stensjöån незадовго перед початком озера Rorvattnet.
За два роки після спорудження станції її продуктивність різко впала. Як з'ясувалось, хоча траса в основному проходить через граніти, проте на одній з ділянок зустрілась велика маса глинистих порід. Покриття стін із торкрет-бетону не змогло втримати останні, що призвело до потрапляння в тунель 2500 м3 матеріалу. Для ліквідації проблеми довелось у загрозливому місці укріпити стінки армованим бетоном.